# 莫里斯·格連 (田徑運動員)
莫里斯·格連（英語：Maurice Greene，1974年7月23日—），美國男子短跑運動員，曾奪得4面奧運獎牌及5次世界田徑錦標賽冠軍，前100米跑世界紀錄保持者，跑出9.79秒（W：+0.1）的成績。

## 生平
格連生於美國堪薩斯州堪薩斯城，並在F. L. Schlagle High School訓練。格連熱愛美式足球，不過也參與田徑運動。高中毕业后，格林获得了堪萨斯大学提供的田径奖学金。格林曾就讀於帕克大學以及堪萨斯城堪萨斯社区学院。
1999年，格連於雅典舉行的世界田徑錦標賽奪得了100米跑冠軍。他同時獲得200米跑冠軍。格連強於100米跑。2000年奧運會時他獲得了第一面奧運金牌，但由於受到傷患困擾，所以在200米跑無法代表美國出賽。
1999年，格連以9.79秒（Wind：+0.1）刷新了100米跑世界紀錄，超越多諾萬·貝利的世界紀錄9.84秒（Wind：+0.7）。格連又打破多諾萬·貝利的室內50米跑世界紀錄。他又曾兩次打破室內60米跑世界紀錄。他在室內60米跑的紀錄係6.39秒
2004年雅典奧運會，格連在100米跑賽中只得一面銅牌。同時在4×100米接力為美國隊得到一面銀牌，比英國隊慢0.01秒。
2005年阿薩法·鮑威爾打破格連的100米跑紀錄；時間係9.768秒（+1.6 m/s wind）。

## 國際大型運動賽會
| 年   | 賽事                  | 舉辦城市                 | 名次  | 項目          | 記錄           |
| ---- | --------------------- | ------------------------ | ----- | ------------- | -------------- |
| 1995 | 世界室內田徑錦標賽    | 西班牙加泰隆尼亞巴塞隆納 | 第4名 | 60公尺        | 6.59秒         |
| 1995 | 世界田徑錦標賽        | 瑞典哥特堡               | 6qf5  | 100公尺       | 10.35秒        |
| 1995 | 世界田徑錦標賽        | 瑞典哥特堡               | h3    | 4×100公尺接力 | Did Not Finish |
| 1997 | 世界田徑錦標賽        | 希腊雅典                 | 金牌  | 100公尺       | 9.86秒         |
| 1997 | 世界田徑錦標賽        | 希腊雅典                 | h1    | 4×100公尺接力 | Did Not Finish |
| 1998 | Goodwill Games        | 美国紐約州               | 金牌  | 100公尺       | 9.96秒         |
| 1999 | 世界室內田徑錦標賽    | 日本群馬縣前橋市         | 金牌  | 60公尺        | 6.42秒         |
| 1999 | 世界田徑錦標賽        | 西班牙安達魯西亞塞維亞   | 金牌  | 100公尺       | 9.80秒         |
| 1999 | 世界田徑錦標賽        | 西班牙安達魯西亞塞維亞   | 金牌  | 200公尺       | 19.90秒        |
| 1999 | 世界田徑錦標賽        | 西班牙安達魯西亞塞維亞   | 金牌  | 4×100公尺接力 | 37.59秒        |
| 1999 | IAAF Grand Prix Final | 德国慕尼黑               | 銀牌  | 200公尺       | 19.90秒        |
| 2000 | 夏季奧林匹克運動會    | 新南威爾斯州雪梨         | 金牌  | 100公尺       | 9.87秒         |
| 2000 | 夏季奧林匹克運動會    | 新南威爾斯州雪梨         | 金牌  | 4×100公尺接力 | 37.61秒        |
| 2001 | 世界田徑錦標賽        | 加拿大亞伯達省艾德蒙吞   | 金牌  | 100公尺       | 9.82秒         |
| 2003 | 世界田徑錦標賽        | 法國巴黎                 | 7sf2  | 100公尺       | 10.37秒        |
| 2004 | 夏季奧林匹克運動會    | 希腊雅典                 | 銅牌  | 100公尺       | 9.87秒         |
| 2004 | 夏季奧林匹克運動會    | 希腊雅典                 | 銀牌  | 4×100公尺接力 | 38.08秒        |
| 2005 | 世界田徑錦標賽        | 芬兰赫爾辛基             | h1    | 4×100公尺接力 | Did Not Finish |

## 外部連結
- 莫里斯·格連在国际奥林匹克委员会的资料
- 莫里斯·格連在的頁面
- 莫里斯·格連的X（前Twitter）
- 莫里斯·格連的Instagram帳戶